# Тургут Йозал
Тургут Йозал (на турски: Turgut Özal) е турски политик и бивш министър, министър-председател и президент на Турция.

## Биография
Роден е на 13 октомври 1927 г. в гр. Малатия. Завършва основно училище в гр. Силифке, средно в гр. Мардин и гимназия в гр. Кайсери. През 1950 г. се дипломира от Истанбулския технически университет като електроинженер. Между 1950 и 1952 г. работи по специалността си, а от 1952 до 1953 г. е на специализация в САЩ. След като се завръща в Турция, работи до 1958 г. в Министерството на енергетиката като заместник-директор по техническата част към общата служба, през 1959 г. става секретар на Комисията за планиране, а в 1960 г. работи в Отдела за координация на планирането.
В края на 1961 г. постъпва на военна служба, а след като се уволнява – до 1966 г., отново работи за Министерството на енергетиката, вече като заместник генерален мениджър. До февруари 1967 г. е на служба в Специалния технически отдел към кабинета на министър-председателя, а след това, до юни 1971 г., в Организацията за общо планиране, където е директор на различни звена (Бюро за заемите, Бюро за Европейския съюз, Бюро за отказите).
До декември 1973 г. Йозал работи за Световната банка. От 1973 до декември 1979 г. е председател на няколко частни турски компании. От декември 1979 до септември 1980 г., когато в страната е извършен военен преврат, той е в кабинета на министър-председателя като младши съветник, а след като военните взимат властта, става държавен министър и заместник министър-председател, какъвто остава до юли 1982 г.
На 20 май 1983 г. Йозал участва в основаването на Отечествената партия и е избран за неин председател. След като партията му спечелва парламентарните избори, Йозал е определен за министър-председател. След управлението му начело на правителството (между декември 1983 и ноември 1989 г.) е избран за президент на републиката – пост, на който остава до смъртта си.
Умира внезапно от инфаркт на 17 април 1993 г. в Анкара. Погребан е в Истанбул, близо до мавзолея на Аднан Мендерес.
Тургут Йозал и съпругата му Семра имат 3 деца.
През 1991 г. Тургут Йозал прави скандално изявление относно България на митинг пред свои привърженици. Той казва: „Един ден България ще бъде наша, само че този път ще я купим“ .